# Philip Noel-Baker
Philip John Noel-Baker, Baron Noel-Baker (geboren als Philip John Baker, Londen, 1 november 1889 – aldaar, 8 oktober 1982) was een Brits politicus, diplomaat, academicus en atleet. Hij is vooral bekend vanwege zijn campagne voor ontwapening. In 1959 ontving hij de Nobelprijs voor de Vrede.

## Achtergrond
Philip John Noel-Baker werd geboren als zoon van een Canadese Quaker, Joseph Allen Baker, die zelf diende in de London County Council en in het lagerhuis. Hij volgde zijn opleiding aan de Bootham School in York, en aan het Haverford College in de Verenigde Staten. Van 1910 tot 1912 ging hij naar het King's College, Cambridge. Tijdens zijn studententijd was hij president van de Cambridge Union Society en de Cambridge University Athletic Club.

## Atletiek
In 1912 werd Noel-Baker geselecteerd voor het team atleten dat het Verenigd Koninkrijk vertegenwoordigde op de Olympische Spelen van Stockholm. Hij nam er deel aan de 1500 m, op welk onderdeel hij in de finale als twaalfde eindigde. Noel-Baker zat ook in het team van de Spelen van 1920 en 1924. Op de Spelen van 1920 won hij een zilveren medaille op de 1500 m in een tijd van 4.02,4.

## Eerste Wereldoorlog
Tijdens de Eerste Wereldoorlog organiseerde Noel-Baker de Friends' Ambulance Unit, welke de troepen aan het front in Frankrijk moest bijstaan. Hij was van 1915 tot 1918 adjudant van de First British Ambulance Unit voor Italië. Hiervoor kreeg hij van zowel Frankrijk, Italië als Engeland militaire onderscheidingen. In 1915 trouwde Noel-Baker met Irene Noel, een veldarts. In 1943 nam hij officieel haar achternaam ook aan naast zijn eigen. De twee kregen een zoon, Francis Noel-Baker.

## Volkenbond en politiek
Na de oorlog was Noel-Baker sterk betrokken bij de oprichting van de Volkenbond. Hij diende als assistent voor Robert Cecil en later Eric Drummond. Van 1924 tot 1929 was hij professor in Internationale Wetgeving aan de Universiteit van Londen. Van 1933 tot 1934 gaf hij lezingen aan de Yale-universiteit.
Noel-Bakers politieke carrière begon in 1924, toen hij namens de Labour Party een zetel in het parlement probeerde te halen. In 1929 werd hij verkozen tot parlementslid voor Coventry, maar hij verloor deze positie in 1931. In 1936 won hij een extra verkiezing in Derby.
Noel-Baker was in de jaren 40 actief als voorzitter van de Labour Party (1946-1947). Midden jaren 40 was hij tevens betrokken bij de Britse delegatie van wat uiteindelijk de Verenigde Naties zou worden. Van 1946 tot 1950 bekleedde hij diverse ministerposten; zowel hieraan voorafgaand als hierop volgend was hij een jaar staatssecretaris. Toen in 1950 Derby werd opgesplitst, werd hij overgeplaatst naar Derby South, alwaar hij tot 1970 bleef zitten. In 1977 werd hij tot life peer benoemd als Baron Noel-Baker van de stad Derby.